# Ulrike Schmauch

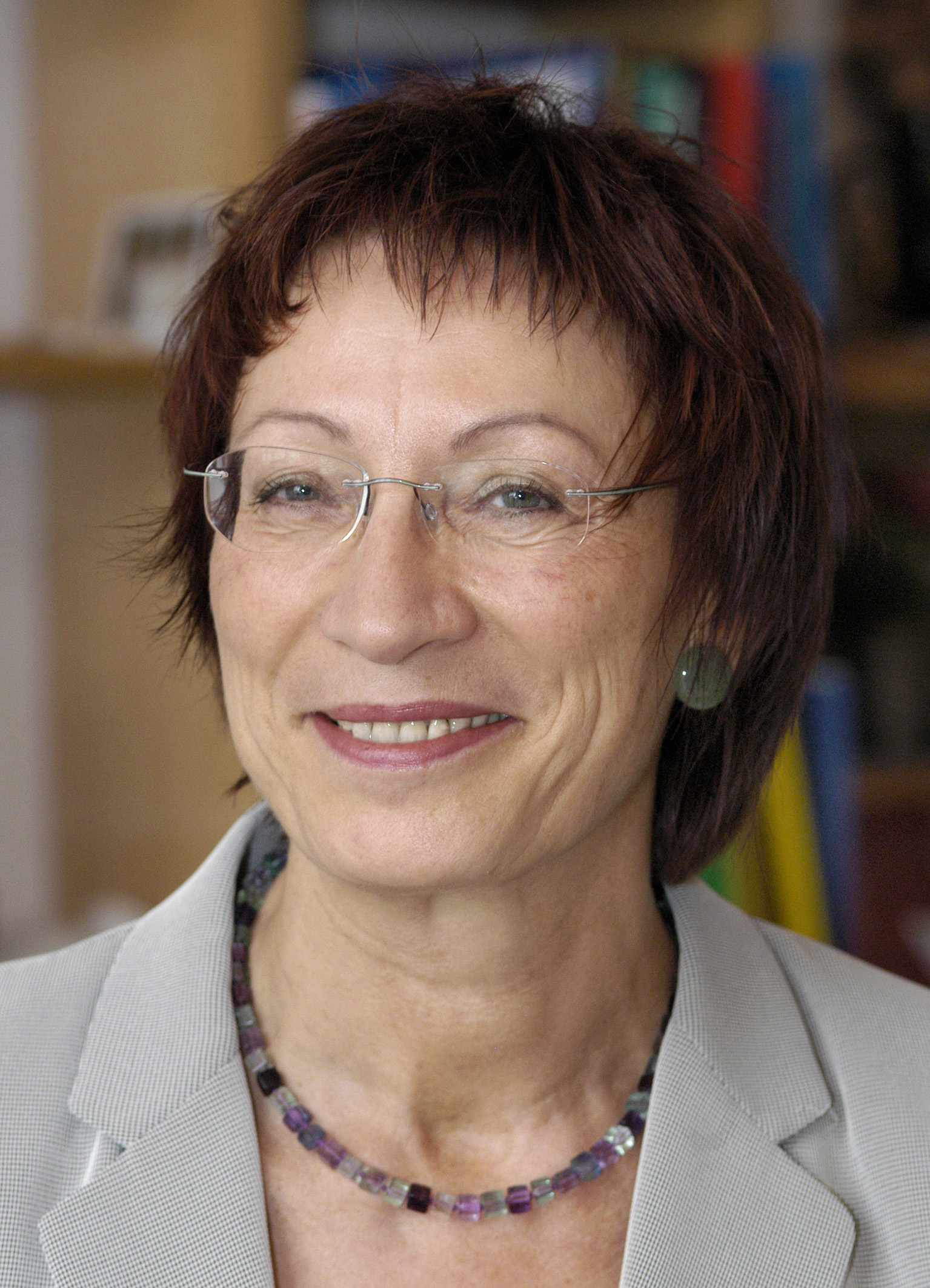
Ulrike Schmauch (2005)

Ulrike Schmauch (* 1949) ist eine deutsche feministische Sozialwissenschaftlerin und Sexualwissenschaftlerin. Die Forschungsschwerpunkte der Professorin i.R. an der Frankfurt University of Applied Sciences in Frankfurt am Main kreisen um Sozialisation der Geschlechter, Macht und Gewalt im Geschlechterverhältnis, Sexualität und Soziale Arbeit.

## Familie
Ulrike Schmauch wuchs als Tochter von Ilse Schmauch, geb. Kather, und Kurt Schmauch mit zwei Geschwistern in Detmold auf. Sie ist Mutter von zwei Söhnen, die 1983 und 1989 geboren wurden.

## Werdegang
Nach dem Abitur verbrachte Ulrike Schmauch ein Jahr in Israel, davon einen großen Teil der Zeit im Kibbuz. Sie studierte von 1969 bis 1975 Sozialwissenschaften, Psychoanalyse und Pädagogik (Schwerpunkt: Heilpädagogik) an den Universitäten Bochum und Frankfurt am Main und schloss ab mit einer Diplomarbeit zum Thema Ist Autismus heilbar? – Zur Psychoanalyse des frühkindlichen Autismus.
1975 bis 1976 arbeitete sie im Hermann-Luppe-Tagesheim der Stadt Frankfurt am Main, bis 1980 in der Krabbelstube einer Elterninitiative beim Verein zur pädagogischen Förderung von Großstadtkindern e.V. Parallel zu ihrer pädagogischen Arbeit war sie in der Lehre tätig; in der Fortbildung im Krippenbereich wie als Lehrbeauftragte an der Johann-Wolfgang-Goethe-Universität Frankfurt und an den Fachhochschulen Frankfurt (heute: Frankfurt University of Applied Sciences) und Darmstadt.
Auf Grundlage ihrer Beobachtungen in der Krabbelstube verfasste sie eine Dissertation zum Thema Anatomie und Schicksal – Zur Psychoanalyse der frühen Geschlechtersozialisation, mit der sie 1984 bei Alfred Lorenzer am Fachbereich Sozialwissenschaften der Johann-Wolfgang-Goethe-Universität Frankfurt am Main promovierte.
Von 1984 bis 1987 arbeitete sie als wissenschaftliche Mitarbeiterin im Feministischen Interdisziplinären Forschungsinstitut in Frankfurt und von 1987 bis 1994 als Fortbildungsreferentin beim Hessischen Landesverband der pro familia. Ab 1995 vertrat sie an der Fachhochschule Frankfurt im Fachbereich Sozialarbeit eine Professur für das Fachgebiet Geschlechtersozialisation und Soziale Arbeit. 1999 wurde sie dort auf eine Professur zum Fachgebiet Sozialarbeit mit dem Schwerpunkt Arbeit mit sozial auffälligen Kindern, Jugendlichen und ihren Familien berufen.

## Forschungsschwerpunkte
Geschlechtersozialisation: In ihrer Dissertation untersuchte Schmauch psychosoziale Prozesse in den ersten Lebensjahren, die zur Ausprägung der weiblichen und männlichen Sozialisation führen. Ihr Interesse galt im Weiteren der Sozialisation von Jungen und dabei auch spezifischen Aspekten von Mutter-Sohn-Beziehungen. Ihre Forschungsfragen bezogen sich auf das Thema männlicher Gewalt oder auf Probleme der männlichen sexuellen Entwicklung. Zusammen mit Lotte Rose gab sie 2005 einen Sammelband zum Thema Jungen, die neuen Verlierer? heraus.
Feministische Kritik an Macht und Gewalt im Geschlechterverhältnis: Seit Beginn der Zweiten Deutschen Frauenbewegung setzt Schmauch sich besonders mit männlichen Machtstrukturen und hegemonialer Männlichkeit auseinander. Sie untersucht antifeministische Positionen, analysiert die darin enthaltenden Geschlechterkonzepte und entgegnet ihnen mit machtkritischen und fachlichen Argumenten. Weitere ihrer Arbeiten untersuchen die Wirkungen der feministischen Bewegung auf den Wandel von Familien- und Lebensformen, auf die Erziehungsberatung sowie die Psychoanalyse.
Sexualität: In ihren Schriften verbindet Schmauch eine feministisch geprägte sexualpolitische Position mit einem psychoanalytisch orientierten Sexualitätsverständnis und einer lustbejahenden Haltung. Sie untersuchte sexuelle Entwicklungen in verschiedenen Lebensphasen ebenso wie Probleme im Zusammenhang mit Sexualität wie etwa Formen sexualisierter Gewalt, sexualfeindliche Positionen sowie die Ausgrenzung sexueller und geschlechtlicher Minderheiten.
Schmauch führte das Thema Sexuelle Orientierung an ihrer Hochschule in die Lehre ein und verankerte es im Curriculum. Sie veröffentlichte zahlreiche Schriften zur sexuellen Vielfalt und zu gleichgeschlechtlichen Lebensweisen, zu Diskriminierungserfahrungen und zur Antidiskriminierungsarbeit. In einigen empirischen Studien geht es um lesbische Frauen, ihre Familienformen und Lebenssituation im Alter. Eine weitere empirische Studie untersucht gleichgeschlechtliche Familiengründungen in Israel.
Soziale Arbeit: Als Fortbildnerin und durch ihre Schriften trug Schmauch zur Veränderung der Kinderkrippen bei: von einem ehemals, zumindest in Westdeutschland, missachteten Notbehelf für erwerbstätige Mütter hin zu einem qualitativ wertvollen Beziehungs- und Bildungsort für Kleinkinder.
Weitere für die Soziale Arbeit zentrale Themen, zu denen sie lehrt und forscht, sind Nähe, Distanz und Grenzen sowie Mediation im Umgang mit Konflikten. Auch Sexualpädagogik und die Reflexion des Umgang mit Körperlichkeit und Sexualität in der Sozialen Arbeit sind Themen, die sie bearbeitet. In diesen Kontext gehört ebenfalls das von ihr entwickelte Konzept der Regenbogenkompetenz, das in der Praxis der Sozialen Arbeit vielfach verwendet wird.

## Feministisches und soziales Engagement
In den 1970er und 1980er Jahren begann Ulrike Schmauchs Engagement in der Zweiten Frauenbewegung. Sie arbeitete im Frauenzentrum Frankfurt sowie im Verein für Sozialwissenschaftliche Forschung und Praxis für Frauen mit, der die Beiträge zur feministischen Theorie und Praxis herausgab. Schmauch beeinflusste die feministischen Debatten auch durch Vorträge an der Frankfurter Frauenschule und Veröffentlichungen in feministischen Publikationen.
Als Vorstandsfrau war sie in unterschiedlichen Verbänden aktiv: beim Verein für Sozialwissenschaftliche Forschung und Praxis für Frauen e.V. (1978 – 1980), in der Deutschen Gesellschaft für Sexualforschung (DGfS) e.V. (1991 – 1997), im Bundesvorstand des Lesben- und Schwulenverbands in Deutschland (LSVD) e.V. (2017 – 2018) und im pro familia Landesverband Hessen e. V. (2014 – 2022).
Schmauch gehört wissenschaftlichen Beiräten an wie dem der Zeitschrift für Sexualforschung (seit 1991), des Instituts für Sexualpädagogik (isp) (seit 2010) und der Initiative Lesbischer Herbst (seit 2010) und engagierte sich in wissenschaftlichen Beiräten sexualwissenschaftlicher Projekte. Zwischen 2002 und 2020 setzte sie sich in Frankfurt und in Hessen in verschiedenen Gremien für die Rechte sexueller Minderheiten und für die queere Community  ein und beteiligte unter anderem an der Erarbeitung des Hessischen Aktionsplan für Akzeptanz und Vielfalt (2017).

## Schriften

### Monografien
- Liebe, Sex und Regenbogen – Sexuelle Vielfalt in Gesellschaft und Sozialer Arbeit. Weinheim und Basel: Beltz Juventa, 2023, ISBN 978-3-7799-7053-8
- Anatomie und Schicksal – Zur Psychoanalyse der frühen Geschlechtersozialisation. Frankfurt am Main: Fischer Verlag, Reihe Geist und Psyche, 1987, ISBN 3-596-42289-2;  neu aufgelegt unter dem Titel: Kindheit und Geschlecht. Anatomie und Schicksal. Zur Psychoanalyse der frühen Geschlechtersozialisation Stroemfeld, Basel/Frankfurt am Main 1993, ISBN 3-86109-112-7
- Tendenzen des Wandels der Familien- und Lebensformen in Hessen. IKO-Verlag für Interkulturelle Kommunikation, Frankfurt am Main 1989, ISBN 3-88939-331-4
- mit Stefanie Braukmann: Lesbische Frauen im Alter – ihre Lebenssituation und ihre spezifischen Bedürfnisse für ein altengerechtes Leben. Reihe Forschungsberichte, hrsg. vom Gender- und Frauenforschungszentrum der Hessischen Hochschulen (gffz), Frankfurt am Main: Eigenverlag, 2007.
- mit Francoise Piepho und Beate Irskens: „Ich wollte schon immer was mit Babys machen ...“ – Gruppenarbeit mit Kindern unter drei Jahren – Anregungen für Praxis und Fortbildung, Frankfurt am Main: Eigenverlag des Deutschen Vereins für Öffentliche und Private Fürsorge, 1983.

### Mitherausgabe
- mit Dagmar Oberlies (2005): Anstoß nehmen – Anstoß geben. Ein Rückblick auf dreißig Jahre feministischer Diskussionen. Gedächtnisschrift für Karin Walser. Königstein: Ulrike Helmer Verlag, ISBN 978-3-89741-185-2.
- mit Lotte Rose (2005): Jungen, die neuen Verlierer? – Auf den Spuren eines öffentlichen Stimmungswechsels. Königstein: Ulrike Helmer Verlag, ISBN 3-89741-183-0.

### Aufsätze
- Die Angst der Erwachsenen vor dem Körper des Kindes. In: Fernanda Podrina (Hrsg.): Spielräume. Begegnungen zwischen Kinder- und Erwachsenenanalyse. Edition diskord, Tübingen 1994
- Probleme der männlichen sexuellen Entwicklung. In: Volkmar Sigusch (Hrsg.): Sexuelle Störungen und ihre Behandlung. Thieme, Stuttgart 2007, S. 36–322
- Homosexuelle Gefühle und Entwicklungen in der Kindheit. In: Ilka Quindeau / Micha Brumlik (Hrsg.): Kindliche Sexualität. Beltz Juventa, Weinheim/Basel 2012
- Michael C. Baurmann: Sexuelle Gewalt gegen Mädchen und Jungen. Für eine verantwortliche Unterstützung und Begleitung von Kindern. Hessisches Ministerium für Umwelt, Energie, Jugend, Familie und Gesundheit, Wiesbaden 1998
- Ich wollte, du wärst mein Papa: Berufliche Rolle zwischen Nähe und Distanz. In: Dorothee Schäfer / Michael Behnisch (Hrsg.) (2022): Professionelle Nähe in der Heimerziehung. Frankfurt am Main: IGfH-Eigenverlag, S. 108 – 121, ISBN 978-3-947704-26-2.
- Regenbogenkompetenz in der Kinder- und Jugendhilfe. In: unsere Jugend, 72. Jg., 2020, H. 7+8, S. 306–312.
- Grenzen in beruflichen Beziehungen in der Sozialen Arbeit. In: sozialpädagogische impulse, österreichische Fachzeitschrift, 2019, H. 4, S. 14–18.
- Gemeinsam mit Ina Maria Philipps / Uwe Sielert / Karlheinz Valtl / Joachim Walter (2016): Kampagnen gegen emanzipatorische sexuelle Bildung. Stellungnahme des Wissenschaftlichen Beirats des Instituts für Sexualpädagogik Dortmund. In: Zeitschrift für Sexualforschung, Jg. Jg. 29, 2016, S. 73–89.
- Sexuelle Abweichungen oder sexuelle Vielfalt? Zur Verschiedenheit im Bereich sexueller Orientierungen und Identitäten. In: Bettina Bretländer / Michaela Köttig / Thomas Kunz (Hrsg.) (2015): Vielfalt und Differenz in der Sozialen Arbeit – Perspektiven auf Inklusion. Stuttgart: Verlag W. Kohlhammer, S. 100–110.
- Nähe, Distanz und Grenzen in psychosozialen Berufsfeldern. Ein Beitrag zur aktuellen Debatte über sexuellen Kindesmissbrauch. In: Zeitschrift für Sexualforschung Jg. 23, 2010, H. 3, S. 1–25.
- Probleme der männlichen sexuellen Entwicklung. In: Volkmar Sigusch (Hrsg.) (2007): Sexuelle Störungen und ihre Behandlung. 4. Überarbeitete und erweiterte Auflage. Stuttgart / New York: Georg Thieme Verlag, S. 36–42, ISBN 3-13-103944-2.
- Wie lässt sich Antidiskriminierung lehren? In: Sozialmagazin. 32. Jg. 2007 H. 5, S. 32–38.
- Schimpfwort, Leerstelle oder spannendes Thema – Homosexualität in der Arbeit mit Jugendlichen. In: Sozialmagazin. 32 Jg. 2007 H. 5, S. 26–31.
- Was geschieht mit kleinen Jungen? – Ein persönlicher Blick auf die Entwicklung des Jungenthemas von den 70er Jahren bis heute. In: Lotte Rose/Ulrike Schmauch (Hrsg.) (2005): Jungen – die neuen Verlierer? Auf den Spuren eines öffentlichen Stimmungswechsels. Königstein: Ulrike Helmer Verlag, S. 21–41, ISBN 3-89741-183-0.
- Mediation und mediative Elemente in der Offenen Kinder- und Jugendarbeit. In: Thomas Schlag (Hrsg.) (2005): Mediation in Schule und Jugendarbeit – Grundlagen, Konkretionen, Praxisbeispiele. Münster: LIT Verlag, S. 133–169, ISBN 3-8258-7499-0.
- Pubertät, Generationskonflikt und Geschlecht. In: Margit Göttert und Karin Walser (Hrsg.) (2002): Gender und soziale Praxis. Königstein: Ulrike Helmer Verlag, S. 98–120, ISBN 3-89741-116-4.
- Eltern erlauben alles, aber sie schnallen nix – Aktuelle Aspekte der sexuellen Sozialisation weiblicher und männlicher Jugendlicher. In: SOZIALEXTRA 2002, H. 1, S. 39–44.
- Körperberührung unter Generalverdacht? Zu Ursachen und Folgen der Skandalisierung und Tabuisierung von sexuellem Kindesmissbrauch. In: Zeitschrift für Sozialisationsforschung und Erziehungssoziologie. Jg. 16, 1996, H. 3, S. 284–298.
- Zusammen mit Manfred Menzel (1997): Jungen zwischen Trieb und Träumen – Männliche Sexualität aus Frauen- und aus Männersicht. In: Bundeszentrale für gesundheitliche Aufklärung (BZgA) (Hrsg.): Der Mann im Kinde: Dokumentation des 1. Fachkongresses zur sexualpädagogischen Jungenarbeit. Köln: Eigenverlag der BZgA, S. 27–37.
- Was geschieht mit kleinen Jungen? Der weibliche Blick auf Männlichkeit und das Konzept der „sicheren männlichen Identität“. In: Annette Garbrecht (Hrsg.) (1997): Mütter und Söhne – die längste Liebe der Welt. Reinbek: Rowohlt, S. 151–166, ISBN 3-499-60179-6.
- Das Gefühl der Hölle – Sprache und Methode bei Bruno Bettelheim. In: Roland Kaufbold (Hrsg.) (1994): Annäherung an Bruno Bettelheim, Mainz: M. Grünewald Verlag, S. 128–133.
- Wie kommt die Gewalt in den Mann? – Thesen zur Jungensozialisation. In: Norbert Sommer (Hrsg.) (1994): Überall Hass – Krisen, Kriege und Gewalt. Berlin: Wiechern Verlag, S. 317–328.
- Feminismus, Psychoanalyse und Erziehungsberatung. In: Psychosozial. Jg. 17, 1994, H. 1, S. 95–105.
- Kommentar im Namen des Vorstandes der Deutschen Gesellschaft für Sexualforschung zum Urteil des BVG vom 28. Mai 1993 zur Neuregelung des § 218 StGB. In: Zeitschrift für Sexualforschung. Jg. 6, 1993, H. 4, S. 335–338.
- Alte oder neue Sexualaufklärung? Über „Das Sex Buch“ von Günter Amendt. In: Zeitschrift für Sexualforschung. Jg. 7, 1994, H. 4, S. 350–358.
- Über Frauen und Männer – Eine Entgegnung auf Reimut Reiches „Mann und Frau“. In: PSYCHE 1987, H. 5, S. 432–447.
- So anders und lebendig... Über Mütter und Söhne. In: Carol Hagemann-White / Maria S. Rerrich (Hrsg.) (1988): FrauenMännerBilder – Männer und Männlichkeit in der feministischen Diskussion. Bielefeld: AjZ-Verlag, S. 87–97. ISBN 3-921680-72-7.
- Zusammen mit Nori Seelbach und Sybille Schade (1978): Gefühlsarbeit – Die weiblichsten Frauen der Nation: Sozialarbeiterinnen. In: Sozialmagazin. 1978/8, S. 22–32.
- Tischgespräche in der Krabbelstube – Zur pädagogischen Arbeit mit Kleinkindern in einer Elterninitiative (1979): In: Brigitte Frauenknecht u. a. (Hrsg.): Probleme der Tagesbetreuung von Kindern unter drei Jahren. Frankfurt am Main: Eigenverlag des Deutschen Vereins für Öffentliche und Private Fürsorge, 1979, S. 94–102.